# Ochancourt
Ochancourt – miejscowość i gmina we Francji, w regionie Hauts-de-France, w departamencie Somma.
Według danych na rok 2011 gminę zamieszkiwały 284 osoby, a gęstość zaludnienia wynosiła 72 osoby/km² (wśród 2293 gmin Pikardii Ochancourt plasuje się na 746. miejscu pod względem liczby ludności, natomiast pod względem powierzchni na miejscu 972.).